# Sacu
Sacu là một xã thuộc hạt Caraș-Severin, România. Dân số thời điểm năm 2002 là 1688 người.